# Chemnitz-Röhrsdorf
Röhrsdorf, mit dem Ortsteil Löbenhain (eingemeindet am 1. Juli 1901), ist ein westlicher Stadtteil der Stadt Chemnitz in Sachsen. An ihn grenzen die Stadtteile Wittgensdorf, Borna-Heinersdorf, Rottluff, Rabenstein und Grüna sowie der Stadtteil Kändler der Stadt Limbach-Oberfrohna und die Gemeinde Hartmannsdorf. Höchste Erhebung ist das Wasserhaus (402 m). An der Flurgrenze zu Borna-Heinersdorf befindet sich das 1992 eröffnete Einkaufszentrum Chemnitz Center. Die ehemals selbständige Gemeinde wurde 1999 in die Stadt Chemnitz eingemeindet.
Mit seinen 2851 Einwohnern (Stand: 31. Dezember 2020) gehört Röhrsdorf zu den kleinen Teilen der Stadt Chemnitz.

## Bauwerke und Denkmäler
Vor der Grundschule Röhrsdorf befindet sich der am 19. November 1911 geweihte Märchenbrunnen. Das Wasserspiel aus Sandstein ist etwa 3,50 Meter hoch. In der Mitte des Brunnens steht auf einer Säule ein in Bronze gegossenes Mädchen, welches einem Kind aus einem Buch vorliest. Auf dem Brunnenrand sitzen vier Figuren aus den Märchen Der Hase und der Igel, Katze und Maus, Froschkönig und Von dem Tode des Hühnchens. Der Brunnen war ein Geschenk des Bildhauers Arthur Lange an seinen Geburtsort.
Im Herbst 2020 wurden die Figuren des Märchenbrunnens gestohlen. Im Mai 2022 wurde der Brunnen nach einer Restauration wieder in Betrieb genommen.
In Röhrsdorf stehen zwei Kursächsische Postmeilensäulen. An der Kreuzung Chemnitzer Straße Ecke Leipziger Straße befindet sich die rekonstruierte Ganzmeilensäule Nr. 32 aus dem Jahr 1723. Im Juli 2007 wurde im Ortsteil Löbenhain am Rande der ehemaligen B 95 eine Nachbildung des Viertelmeilensteins Nr. 31 aufgestellt. Das Material des Steines ist Hilbersdorfer Porphyr. Das Original des Steines wurde bereits 1723 errichtet.
Auf Röhrsdorfer Gemarkung in Richtung Rabenstein steht das Sühnekreuz zum Schäferstein, auch nur als Schäferstein oder Schäferkreuz bekannt. Einst soll dort in der Nähe ein Schäfer aus Rabenstein von Röhrsdorfer Bauern erschlagen worden sein, weil er seine Schafe auf ihren Wiesen hatte weiden lassen.

## Politik
| Ortschaftsratswahl Röhrsdorf 2019Wahlbeteiligung: 67,0 % 403020100 35,2 %30,6 %27,8 %6,4 % LinkeFWVCDUGrüneGewinne und Verlusteim Vergleich zu 2014 %p 8 6 4 2 0 −2 −4−2,4 %p−2,8 %p−1,2 %p+6,4 %pLinkeFWVCDUGrüne | Sitzverteilung im Ortschaftsrat Röhrsdorf seit 2019Insgesamt 13 Sitze - Linke: 5 - FWV: 4 - CDU: 4 |

## Persönlichkeiten
- Emil Eichhorn  (1863–1925), Journalist und Politiker
- Arthur Lange (1875–1929), Bildhauer
- Johannes Steyer (1908–1998), Metallarbeiter und Holocaust-Überlebender
- Dietmar Müller (* 1940), Professor für Schaltungs- und Systementwurf

## Bildergalerie

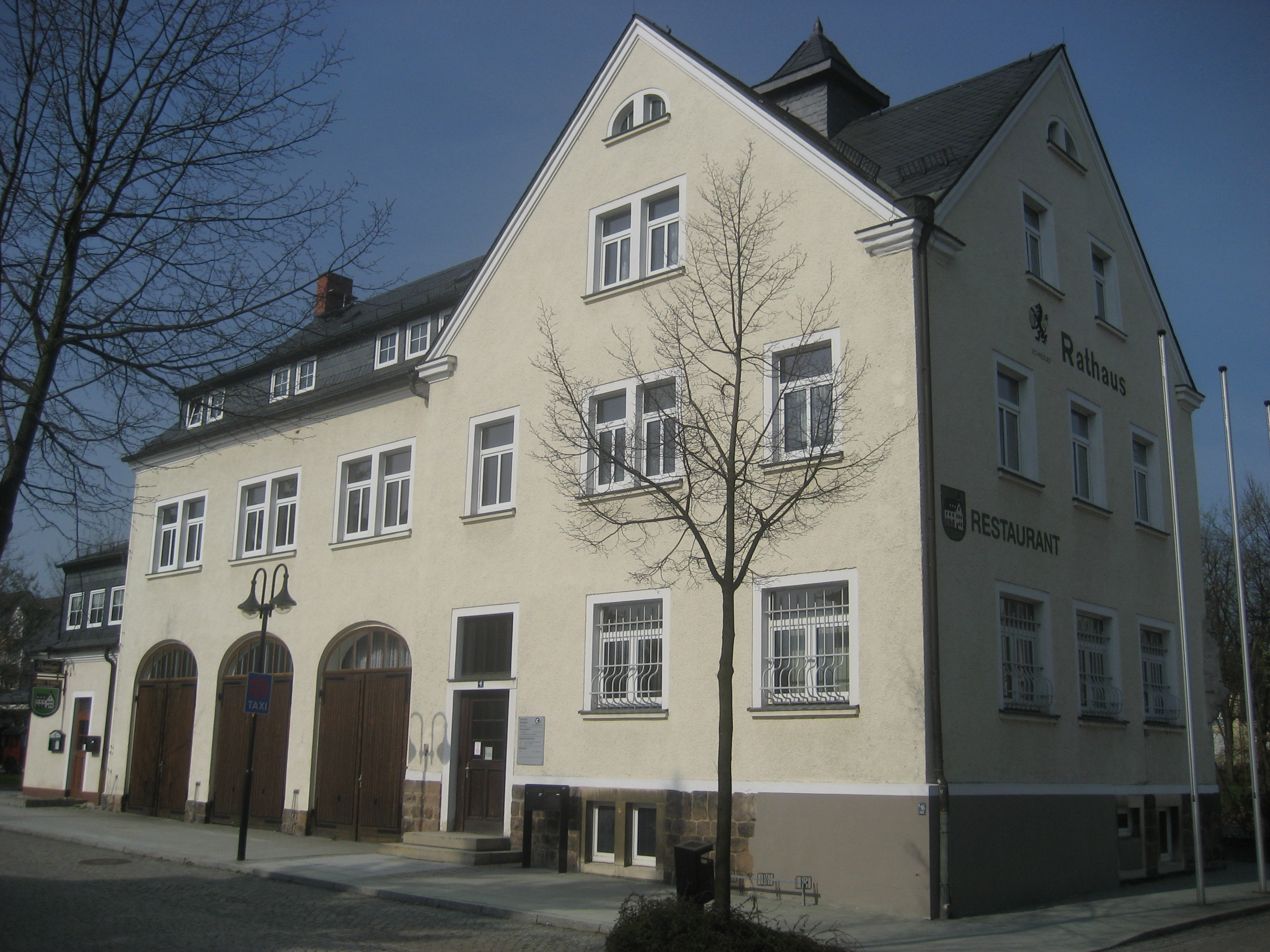
Rathaus Röhrsdorf
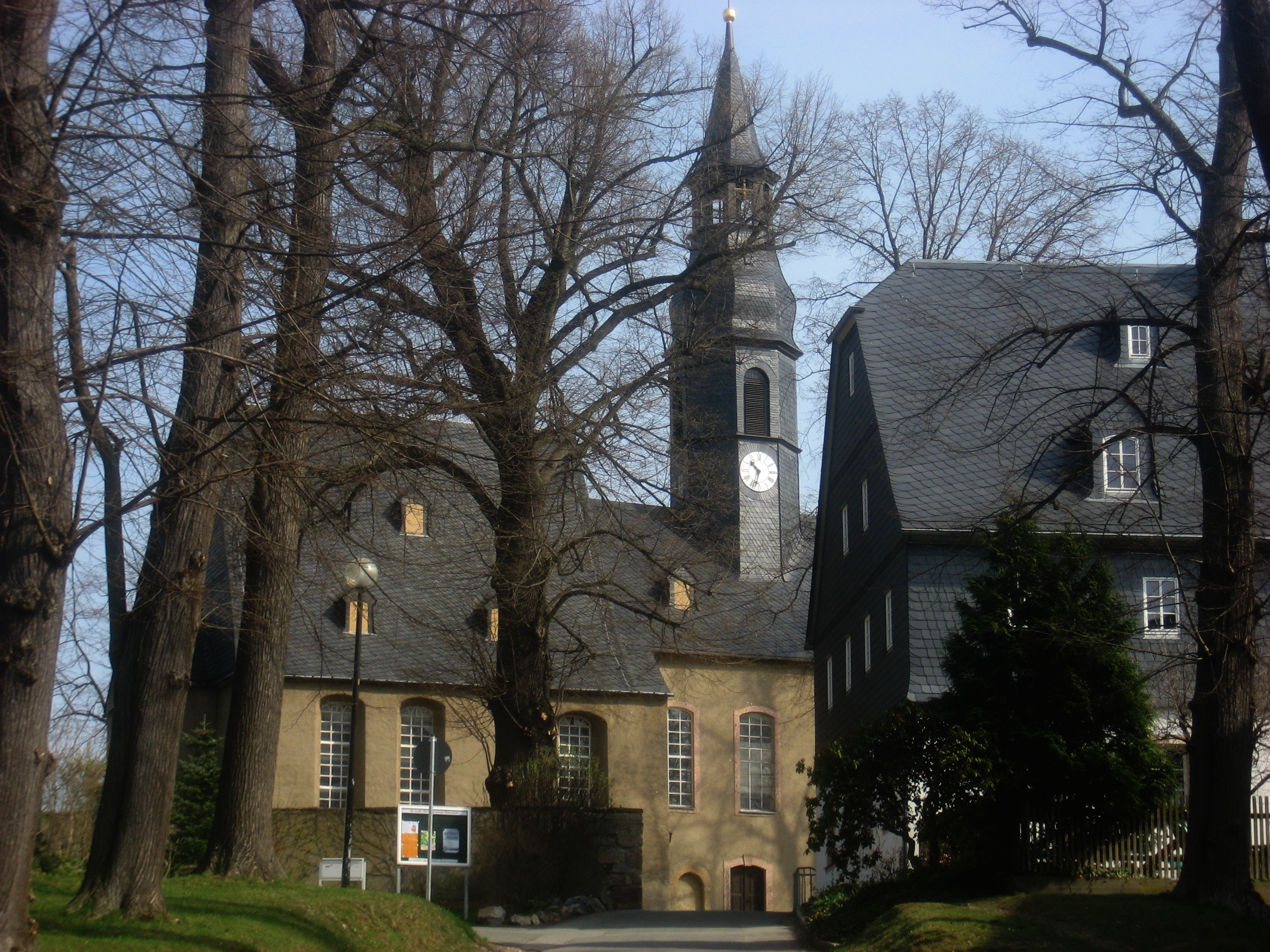
Kirche Röhrsdorf
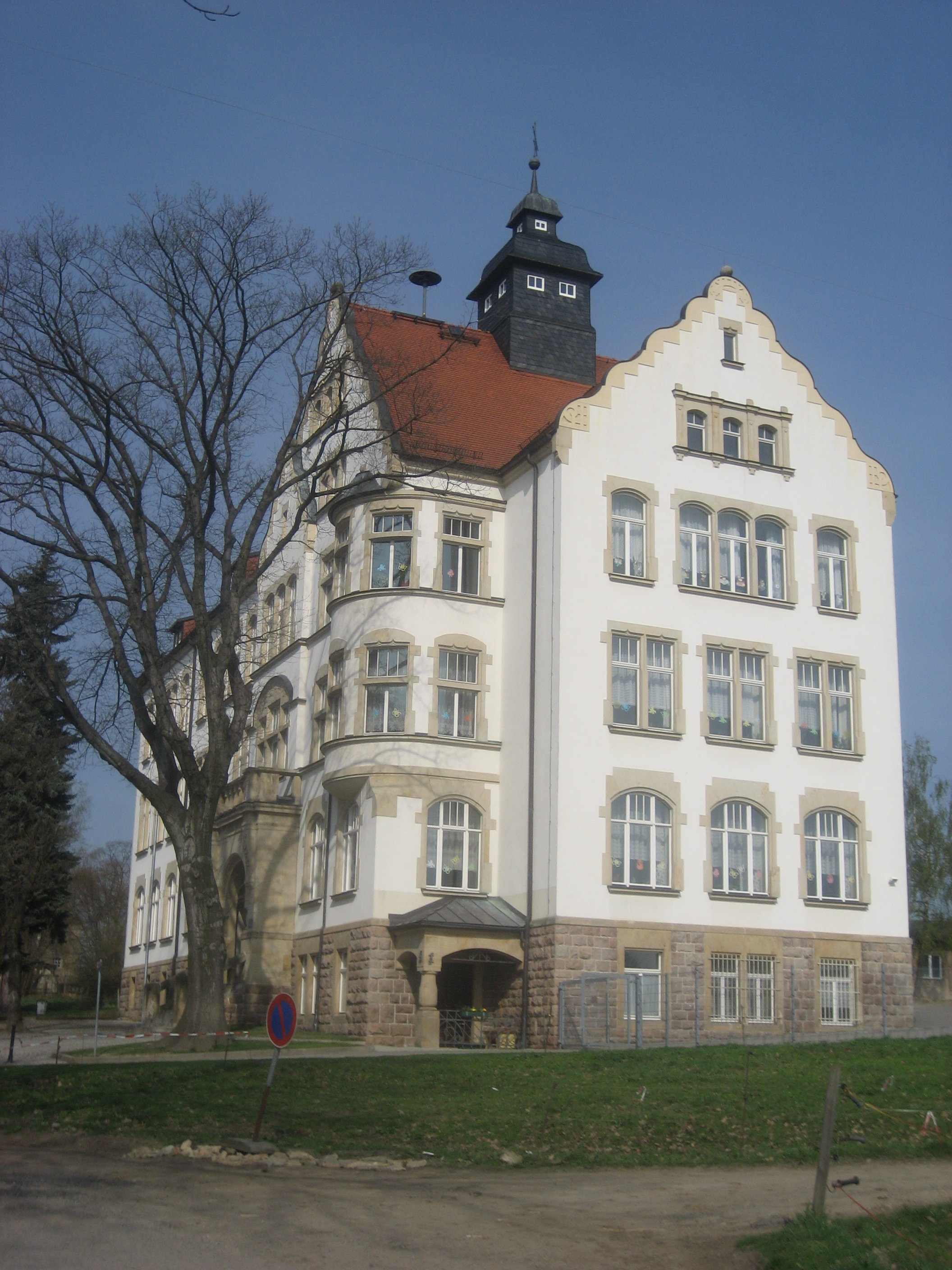
Grundschule Röhrsdorf
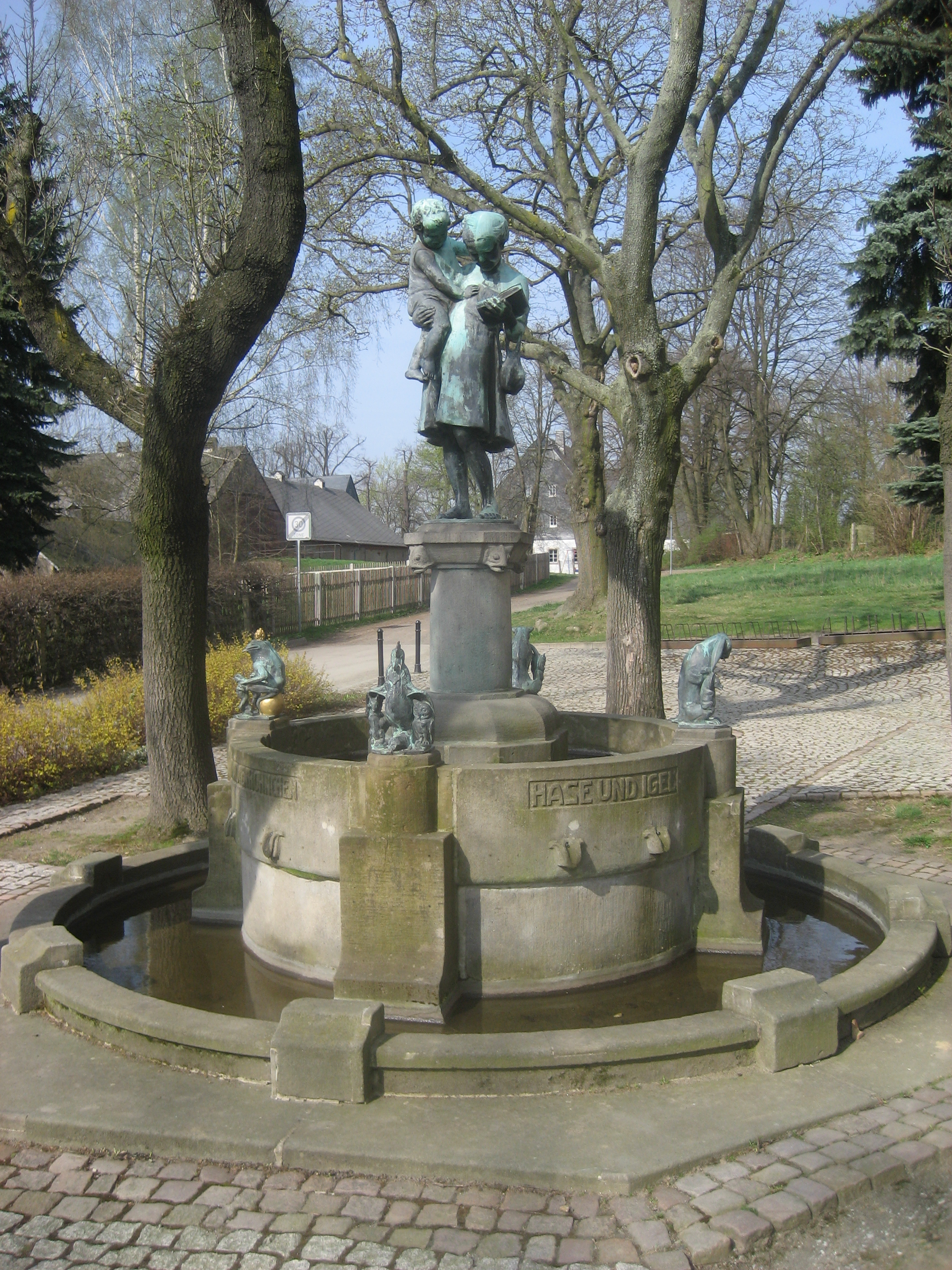
Märchenbrunnen
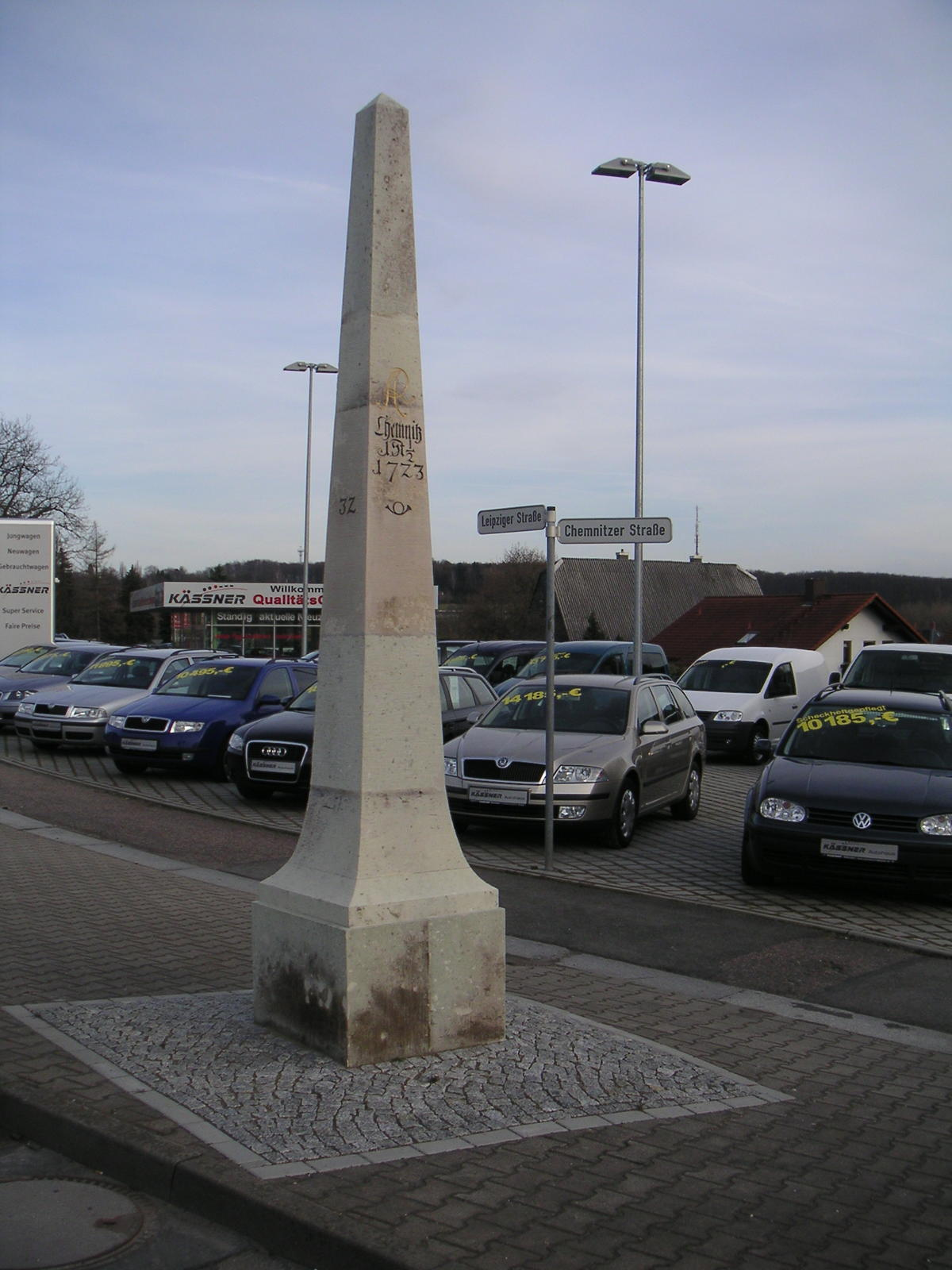
Ganzmeilensäule Nr. 32
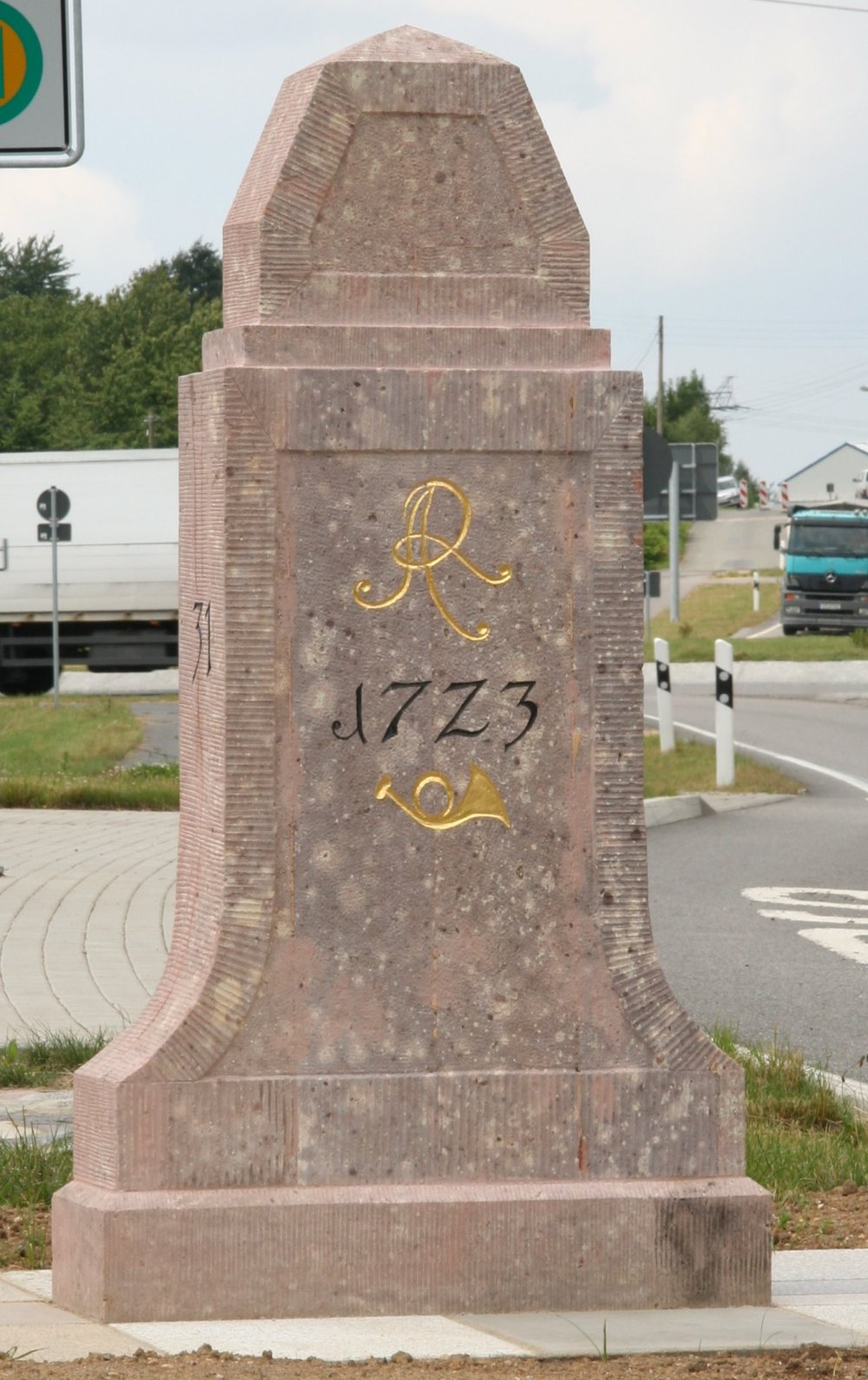
Viertelmeilenstein Nr. 31
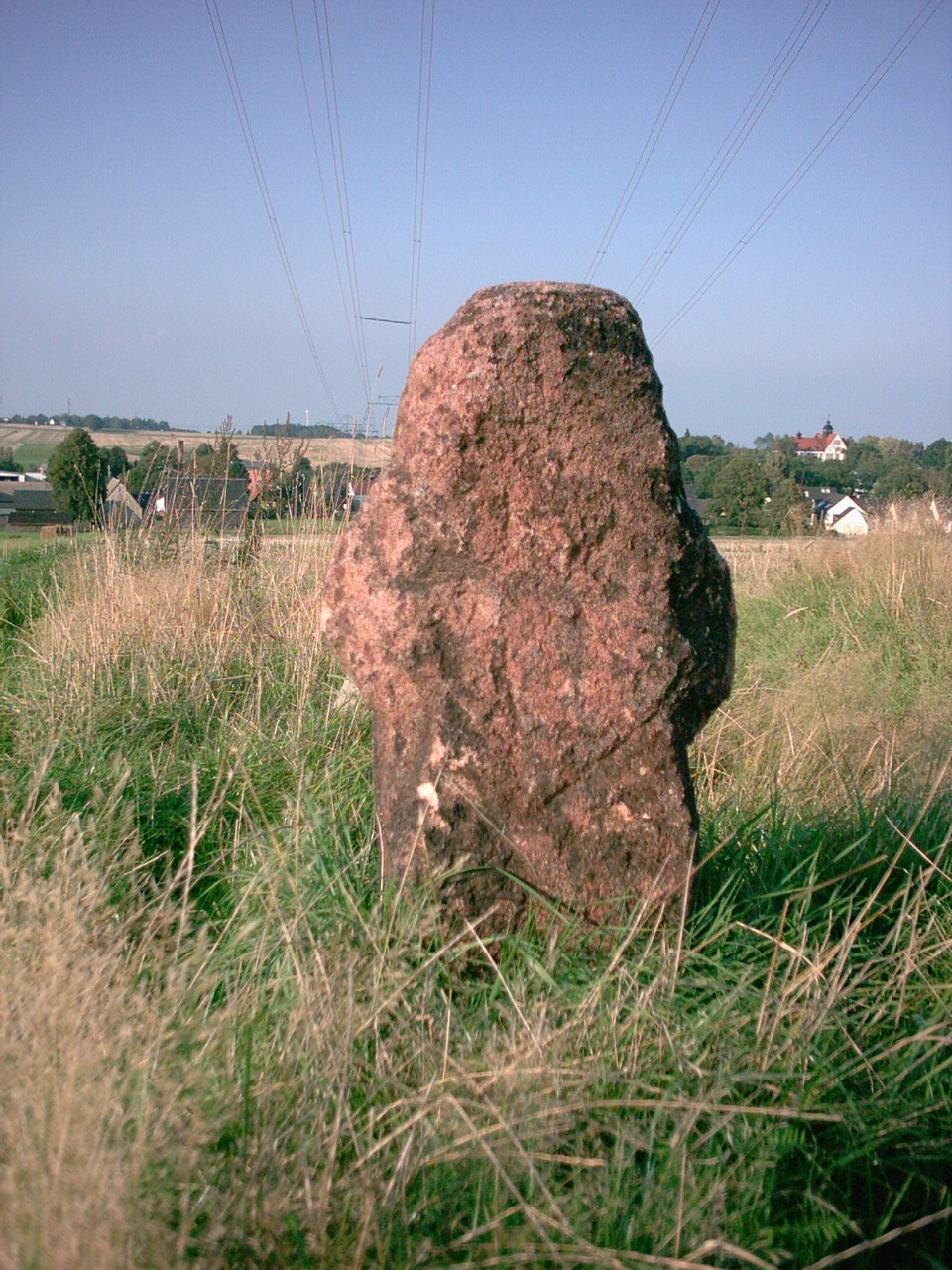
Sühnekreuz zum Schäferstein

## Infrastruktur
Umspannwerk für 380 kV, Ausgangspunkt einer 380-kV-Leitung zum Umspannwerk Hradec (2 Stromkreise mit je 1320-MW-Übertragungskapazität) in Tschechien

## Verkehr
Die A 4 Richtung Erfurt und Dresden streift Röhrsdorf im Süden. Die A 72 Richtung Leipzig und Hof quert das Dorf im Westen. Verbunden sind beide durch das Kreuz Chemnitz im Süden von Röhrsdorf. Dem Anschluss an A 4 (Chemnitz-Mitte) und A 72 (Chemnitz-Röhrsdorf) dient die im Osten und Norden von Röhrsdorf verlaufende S 243.
Röhrsdorf wird längs durch die Buslinie 21 Chemnitz–Limbach-Oberfrohna erschlossen. Die Buslinie 650 Chemnitz–Penig sowie die Nachtbuslinie N 18 fahren Röhrsdorf im Osten und Norden mit Chemnitz Center und Gewerbegebiet Chemnitz-Park an.
Die geplante Bahnlinie zwischen Chemnitz und Limbach soll Röhrsdorf zumindest punktuell bedienen.